# Poljska artiljerija
Poljska artiljerija je kategorija mobilne artiljerije koja se koristi da podrži vojsku na bojnom polju. Ova oružja su specijalizovana za mobilnost, taktičku spretnost i veliki domet.
Dugo su topovi bili nošeni nekom životinjom (najčešće konjem), a posade topa bi uglavnom marširale.

## Vrste
- Poljski topovi - imaju veliki domet.
- Top-haubica - sposoban da ispali visok ili nizak ugao sa dugom cevi
- Haubica - sposobni za pucanje pod viskoim uglom
- Minobacač - lako oružje koje ispaljuje projektile pod uglom većim od 45 stepeni.
- Planinski topovi - laka oružja koja mogu da se pomeraju kroz težak teren
- Višecevni bacač raketa - mobilna raketna artiljerija.

## Literatura
- McFarland, Lieutenant Colonel Earl. Textbook of Ordnance and Gunnery John Wiley & Sons, Inc. New York, 1929.
- Army Field Manual 6-50 Chapter Two.